# Afrik'aïoli
Pour plus de détails, voir Fiche technique et Distribution.
Afrik'aïoli est une comédie franco-sénégalaise réalisée par Christian Philibert, présentée en 2013 au Festival international du film méditerranéen de Montpellier et sortie en salles en France le 22 janvier 2014.

## Synopsis
Jean-Marc est un « jeune retraité » : il vient tout juste de vendre son bar, tournant ainsi une page essentielle de la vie du village haut-varois d'Espigoule. Son ami Momo le convainc de partir avec lui en vacances au Sénégal, vacances qui ne « coûteront rien ». Arrivés sur place, ils sont « attendus » par Modou, et son « taxi » Mercedès « flambant neuf ». Le début d'un séjour « haut en couleur » avec partie de pêche, marabout et belles « gazelles ».

## Fiche technique
Source IMDb
- Titre : Afrik'aïoli
- Réalisation : Christian Philibert
- Scénario : Jacques Dussart et Christian Philibert
- Musique : Michel Korb
- Photographie : Patrick Barra
- Montage : Franck Littot
- Producteur : Frédéric Jouve, Patrick Barra et Christian Philibert
- Production : Les Films d'Espigoule, Les Films Velvet, Centre national du cinéma et de l'image animée et la région PACA
- Distribution : ADR Distribution
- Pays :  France et  Sénégal
- Durée : 95 minutes
- Genre : comédie

Dates de sortie :
- France : 
  - 19 septembre 2013 (Festival du film grolandais de Toulouse)
  - 31 octobre 2013 (Festival du cinéma méditerranéen de Montpellier)
  - 22 janvier 2014

17 juillet 2014 (édition dvd)
Le film a été tourné, durant l'hiver 2011, essentiellement sur la commune de Toubacouta et dans le Parc du Delta du Saloum avec les habitants locaux jouant leurs propres rôles.

## Distribution
- Jean-Marc Ravera : Jean-Marc
- Mohamed Metina : Momo
- Modou Cissé : Modou, le chauffeur de taxi
- Abdoulaye Diakhaté : Aboulaye
- Noté Barro : Noté
- Bintou Barro : Bintou, la fille de Noté
- Thierry Tillieu : Thierry
- Yaya Thior : Yaya